# 北方針葉林

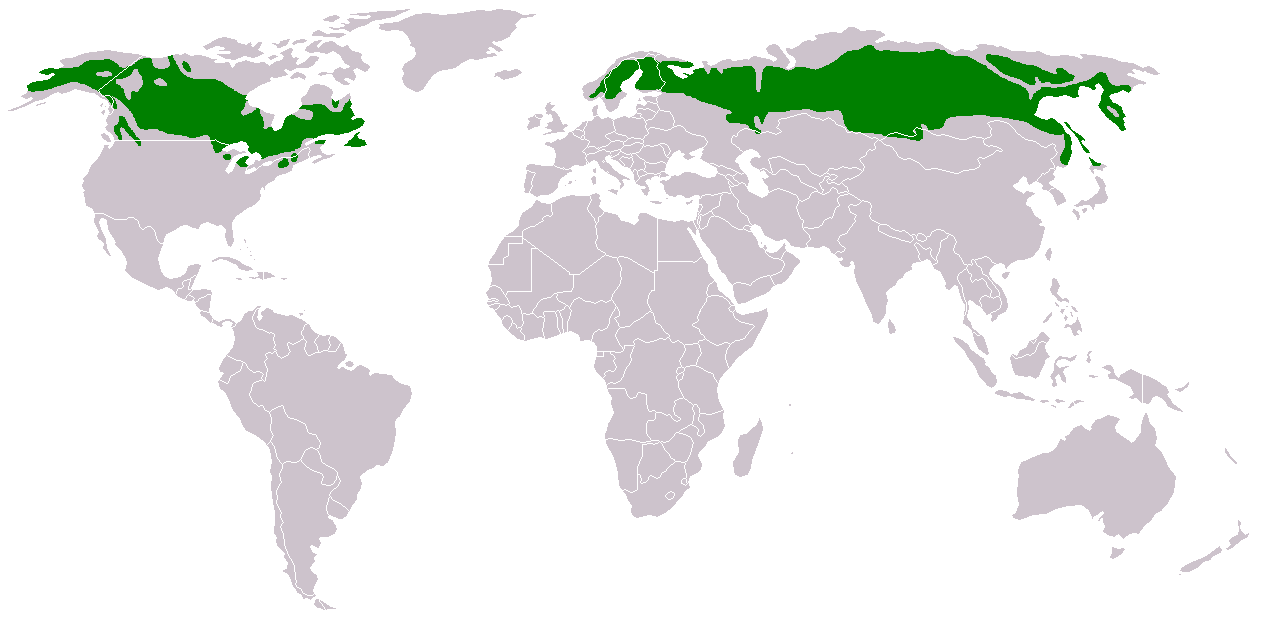
北方針葉林分佈

北方針葉林，又称寒温带针叶林、北寒林，是混合落叶与常绿针叶木的森林，滿佈松柏，主要分佈於阿拉斯加、加拿大、瑞典、芬蘭、挪威和俄羅斯（尤其西伯利亞），零散分佈於美國本土極北（明尼蘇達州、紐約上州、新罕布夏州、緬因州以北）、中國（大興安嶺、長白山、西藏、青海、新疆等部分地區），哈薩克極北、日本北海道極北。
北方針葉林覆蓋了地球約11%陸地，是陸上最大的生物群系，陽光照射充足、氣候乾旱。全年溫度界乎-40－20℃，夏季平均10℃。全年雨量300-900毫米。
由於亞洲、北美洲曾於白令陸橋交接，部分植物和動物品種（以植物較多）透過北方針葉林傳播至另一個洲。

## 名称
在林中百姓所用的乌梁海突厥语中，山阴针叶林称作“阿尔尕”（草原图瓦语：arĝa）或“塔依尕”（汉语拼音字母：taig，东部标准音：[tæːg]），山阳阔叶林称作“阿热格”（arıĝ）。歐洲語言将这一称呼吸收指「北方針葉林」，曰「泰加林」（taiga）。不過在加拿大，「boreal forest」（北部森林）才指「北方針葉林」，「泰加林」指更荒蕪、更北的北極樹界。

## 分类

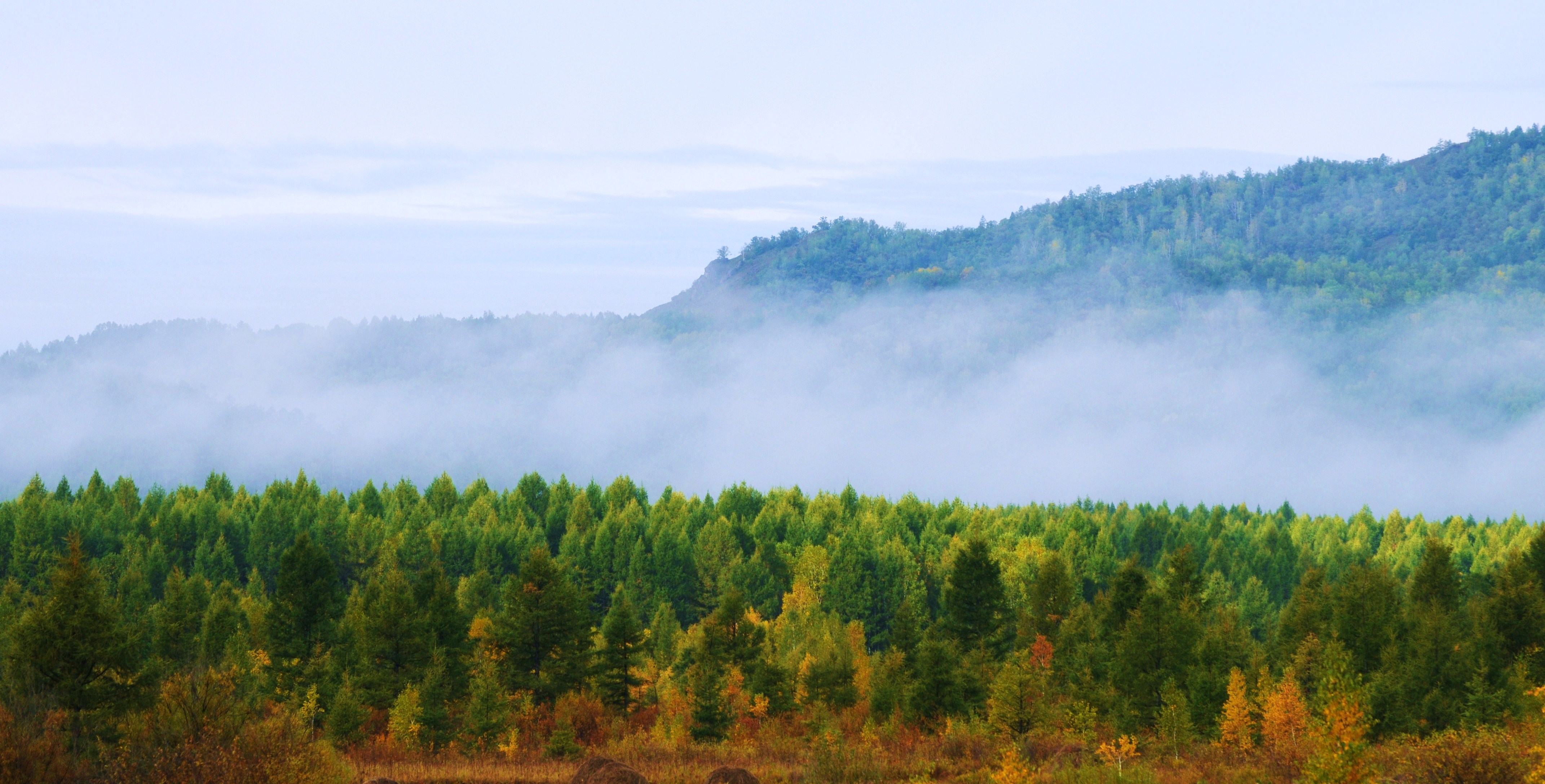
内蒙古莫尔道嘎的寒温带明亮针叶林

在亚欧大陆，按树种分为东部以落叶松类为主的寒温带明亮针叶林（light taiga）与西部以杉类为主的寒温带暗针叶林（dark taiga），明亮针叶林的树冠更加稀疏而透光。在北美，由于当地针叶林按树种多为暗针叶林（因有寒温带落叶松混生），故按稀疏程度分为南方混生有暖温落叶树的寒温带闭冠林（closed canopy forest），纯针叶的中寒温带闭林（middle boreal）及北方的地衣疏林（sparse taiga）。

## 樹種
北方針葉林優勢樹種約15種，包括云杉属、冷杉属、落叶松、松屬等，數目遠低於溫帶森林與熱帶雨林。

## 外部連結
- 世界自然基金會：北方森林